# Damaris Nübling
Damaris Nübling (* 2. März 1963 in Hohenau (Paraguay)) ist eine deutsche Sprachwissenschaftlerin und Professorin für Historische Sprachwissenschaft des Deutschen an der Johannes Gutenberg-Universität Mainz.

## Leben und Werk
Nach dem Studium der romanistischen und germanistischen Linguistik an der Universität Freiburg wurde Nübling 1991 über Klitika im Deutschen. Theorie, Hochsprache, Dialekt, Verschriftlichung promoviert. 1992 bis 1998 war sie als wissenschaftliche Assistentin am Deutschen Seminar der Universität Freiburg tätig. 1998 habilitierte sie sich dort mit einer Studie zu den Prinzipien der Irregularisierung von Verben in zehn germanischen Sprachen. Von 1998 bis 2000 arbeitete sie als Hochschuldozentin an der Universität Freiburg. Seit 2000 ist sie Professorin für Historische Sprachwissenschaft des Deutschen an der Johannes Gutenberg-Universität Mainz.
Zu ihren Forschungsschwerpunkten zählen Namenforschung, morphologischer Wandel, Grammatikalisierung, kontrastive germanistische Linguistik, sprachliche Zweifelsfälle und Genderlinguistik. Sie leitete von 2005 bis 2016 mit Konrad Kunze, Freiburg, das DFG-geförderte Projekt Deutscher Familiennamenatlas (DFA). Seit 2012 leitet sie (mit Nina Janich, Darmstadt) das Mainzer Akademieprojekt Digitales Familiennamenwörterbuch Deutschlands (DFD). Von 2015 bis 2019 leitete sie (mit Peter Gilles, Luxemburg und Helen Christen, Schweiz) das Projekt Das Anna und ihr Hund. Weibliche Rufnamen im Neutrum. Soziopragmatische vs. semantische Genuszuweisung in Dialekten des Deutschen und Luxemburgischen. Darüber hinaus leitete sie innerhalb der Mainzer DFG-Forschergruppe Un/Doing Differences. Praktiken der Humandifferenzierung die Teilprojekte zur „Selbstbenennung von Transgenderpersonen“ und zur „Differenzmarkierung durch freien Rufnamenwechsel in Schweden“. Seit 2021 leitet sie innerhalb des Sonderforschungsbereichs Humandifferenzierung der Universität Mainz ein Projekt zur Tier/Mensch-Linguistik. Mit der Universität Freiburg (Evelyn Ferstl, Helga Kotthoff) leitet sie seit 2021 das DFG Projekt „Genderbezogene Personenreferenzen“. Sie war Mitherausgeberin der Fachzeitschrift Beiträge zur Geschichte der deutschen Sprache und Literatur (PBB) und gibt seit vielen Jahren die Beiträge zur Namenforschung (BNF) heraus.
Nübling ist seit 2019 zudem Vorstandsmitglied der Gesellschaft für Deutsche Sprache und war von 2005 bis 2015 Mitglied des Wissenschaftlichen Beirats des Leibniz-Instituts für deutsche Sprache (IDS). Seit 2015 ist sie Ordentliches Mitglied der Akademie der Wissenschaften und der Literatur zu Mainz. Im Jahr 2020 war sie 1. Vorsitzende und Direktorin des Instituts für Geschichtliche Landeskunde an der Universität Mainz (IGL). Von 2020 bis 2024 war sie Mitglied des DFG-Fachkollegiums „Sprachwissenschaften“. Von 2020 bis 2022 hatte sie eine Gastprofessur für Onomastik an der Universität Uppsala inne.

## Auszeichnungen
- 2002: Lehrpreis der Universität Mainz (Fachbereich Philologie)
- 2013: Akademiepreis des Landes Rheinland-Pfalz
- 2014: Konrad-Duden-Preis
- 2015: Mitglied der Akademie der Wissenschaften und der Literatur, Mainz[7]

## Schriften (Auswahl)
- Klitika im Deutschen. Schriftsprache, Umgangssprache, alemannische Dialekte. Tübingen 1992.
- Prinzipien der Irregularisierung. Eine kontrastive Analyse von zehn Verben in zehn germanischen Sprachen. Tübingen 2000.
- Namen. Eine Einführung in die Onomastik, mit Fabian Fahlbusch, Rita Heuser, 2. Aufl. Tübingen 2015.
- Historische Sprachwissenschaft des Deutschen. Eine Einführung in die Prinzipien des Sprachwandels, mit Antje Dammel, Janet Duke, Renata Szczepaniak, 5. Aufl. Tübingen 2017.
- Genderlinguistik. Eine Einführung in Sprache, Gespräch und Geschlecht, mit Helga Kotthoff, Narr Francke Attempto Verlag, 2. Aufl. Tübingen 2024, ISBN 978-3-8233-6913-4.
- Herausgegeben mit Gabriele Diewald: Genus – Sexus – Gender, De Gruyter, Berlin 2022, ISBN 978-3-11-074625-9.
- (zus. mit Konrad Kunze): Kleiner deutscher Familiennamenatlas. De Gruyter, Berlin 2023, ISBN 978-3-11-018626-0.